# Münchner Volkstheater

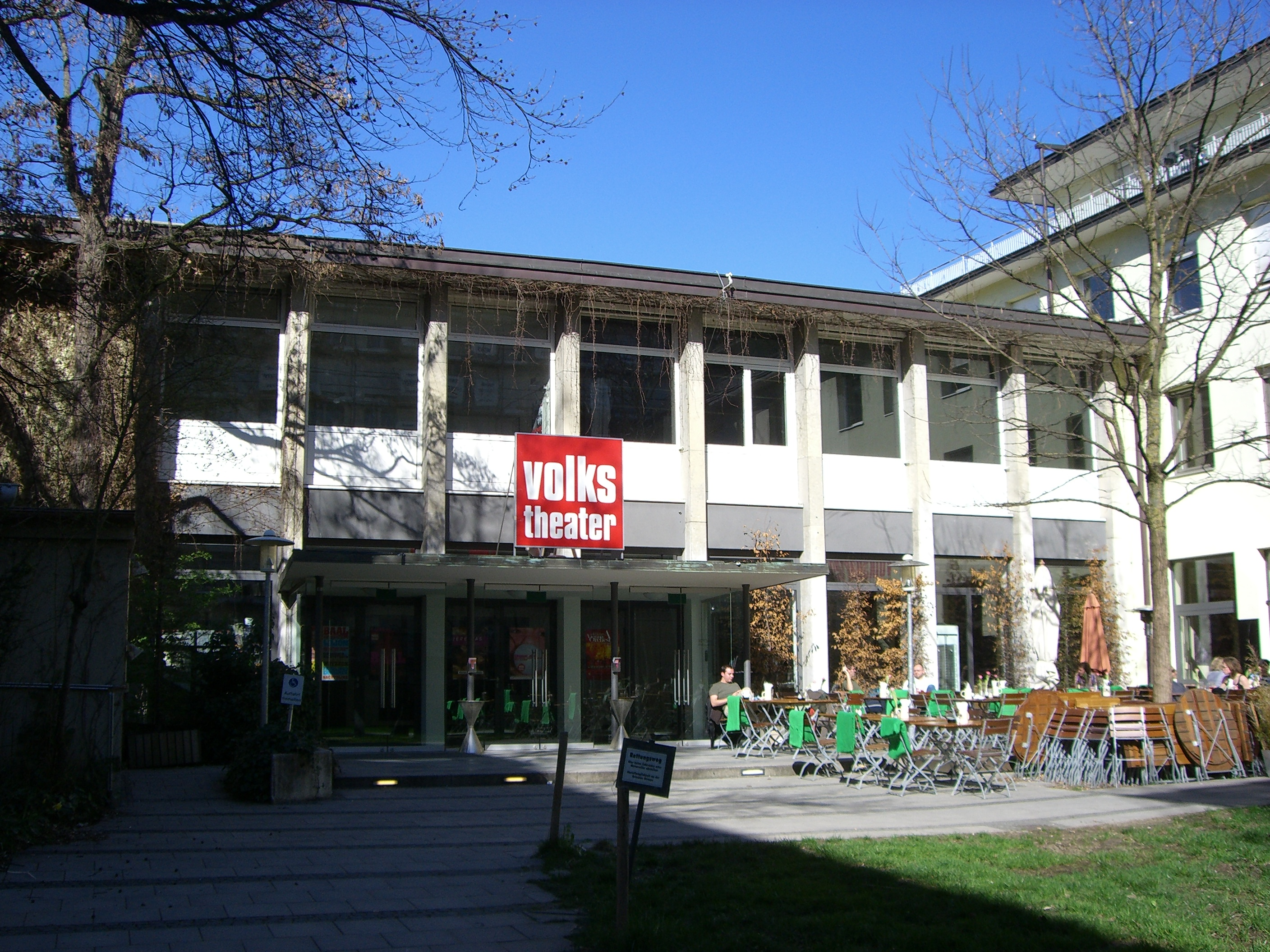

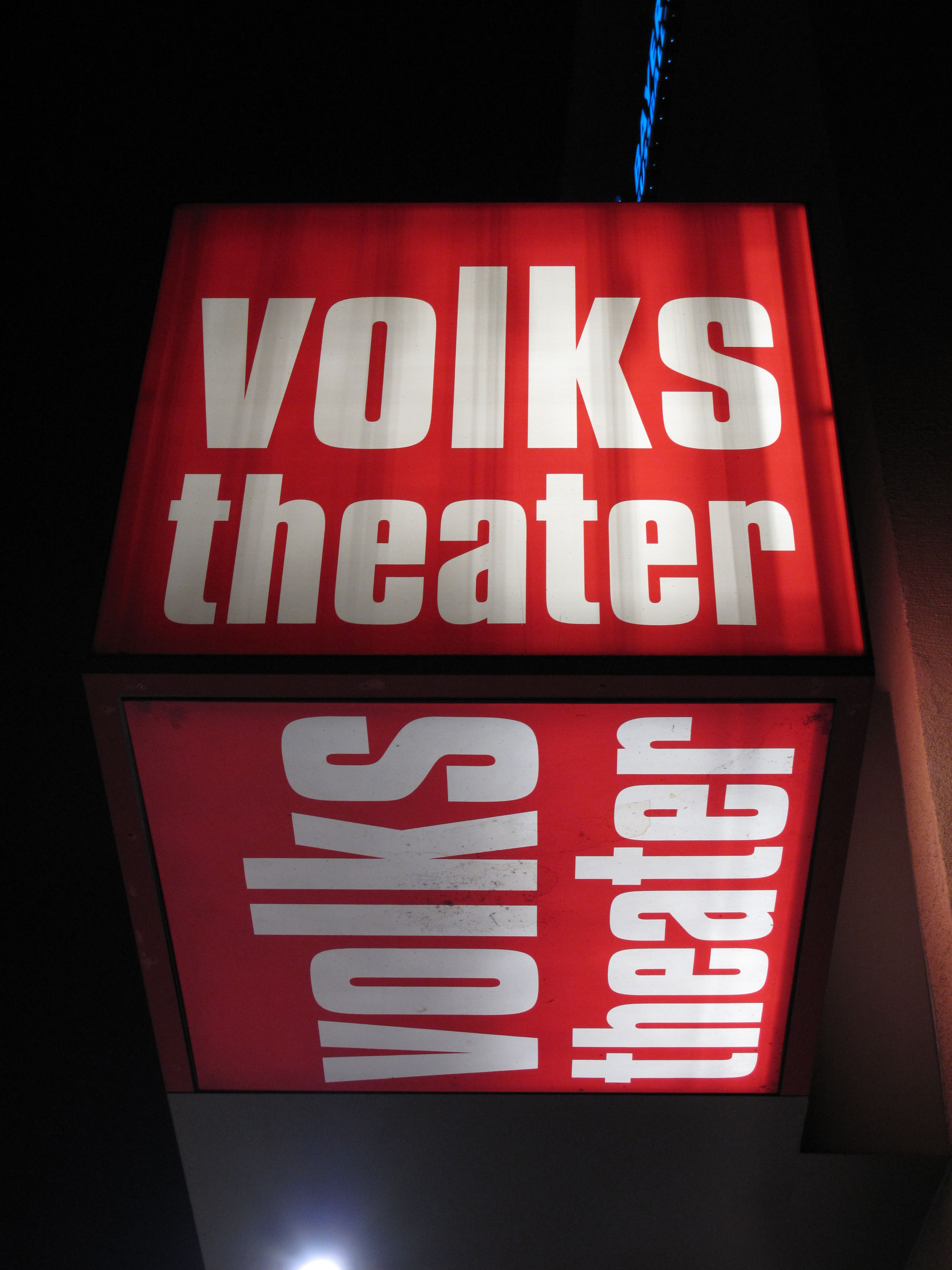

Le Münchner Volkstheater est un théâtre géré par la municipalité de Munich. Il fut construit en 1903 et reconstruit en 1955 et 1983.

## Acteurs y ayant joué
- Fritz Kampers
- Eugen Klöpfer
- Gustl Bayrhammer (de)
- Beppo Brem (de)
- Helmut Fischer (de)
- Willy Harlander
- Karl Obermayr (de)
- Enzi Fuchs (de)
- Rita Russek (de)
- Maria Singer
- Peter Thom (de)
- Michael Lerchenberg (de)

## Source de la traduction
- (en) Cet article est partiellement ou en totalité issu de l’article de Wikipédia en anglais intitulé « Münchner Volkstheater » (voir la liste des auteurs).